# Неаполь под пеленой
«Неаполь под пеленой» (англ. Napoli velata) — итальянский драматический фильм-триллер 2017 года, поставленный режиссёром Ферзаном Озпетеком.
В 2018 году лента была номинирована в 11 категориях на соискание наград итальянской национальной кинопремии «Давид ди Донателло» и получила две награды.

## Сюжет
Однажды вечером во время оккультной неаполитанской церемонии в доме её тёти коронер Адриана ловит на себе соблазнительные и провокационными взгляды Андреа, обаятельного и самоуверенного юноши. Она не в состоянии уклоняться от чувственной схватки, управляемой непреодолимым эротическим желанием. После горячей ночи, проведённой вдвоём, они договариваются о свидании на следующий день. У Адрианы стремительно растёт сильное чувство, что, возможно, является началом большой любви, которая может изменить её жизнь.
На следующий день Адриана узнаёт, что молодой человек, посмертное обследование которого она проводит, — Андреа. Кто-то убил его и выковырял ему глаза. Кроме того, Адриана узнаёт от полицейских инспекторов, что Андреа сфотографировал её голой после того, как они занимались сексом. Вскоре она решает исследовать обстоятельства загадочной и жестокой смерти Андреа. Однако, кажется, что человек, который выглядит точно как Андреа, каждый раз появляется по всему городу именно там, где в то время находится Адриана.

## В ролях
- Алессандро Борги — Андреа
- Джованна Меццоджорно — Адриана
- Пеппе Барра — Паскуале
- Анна Бонаюто — Адель
- Луиза Раньери — Катена
- Лина Састри — Людовика
- Изабелла Феррари — Валерия